# Prolyncestis biplagiata
Prolyncestis biplagiata is een vlinder uit de familie spinneruilen (Erebidae). De wetenschappelijke naam is voor het eerst geldig gepubliceerd in 1971 door Viette.
De soort komt voor in tropisch Afrika.